# Малый Кемпаж
Малый Кемпаж — река в Берёзовском районе Ханты-Мансийского автономного округа. Устье реки находится в 265 км по правому берегу реки Кемпаж. Длина реки составляет 22 км.
Высота устья — 58 м над уровнем моря.
Система водного объекта: Кемпаж → Ляпин → Северная Сосьва → Обь → Карское море.

## Данные водного реестра
По данным государственного водного реестра России относится к Нижнеобскому бассейновому округу, водохозяйственный участок реки — Северная Сосьва, речной подбассейн реки — Северная Сосьва. Речной бассейн реки — (Нижняя) Обь от впадения Иртыша.
По данным геоинформационной системы водохозяйственного районирования территории РФ, подготовленной Федеральным агентством водных ресурсов.